# Crise du logement

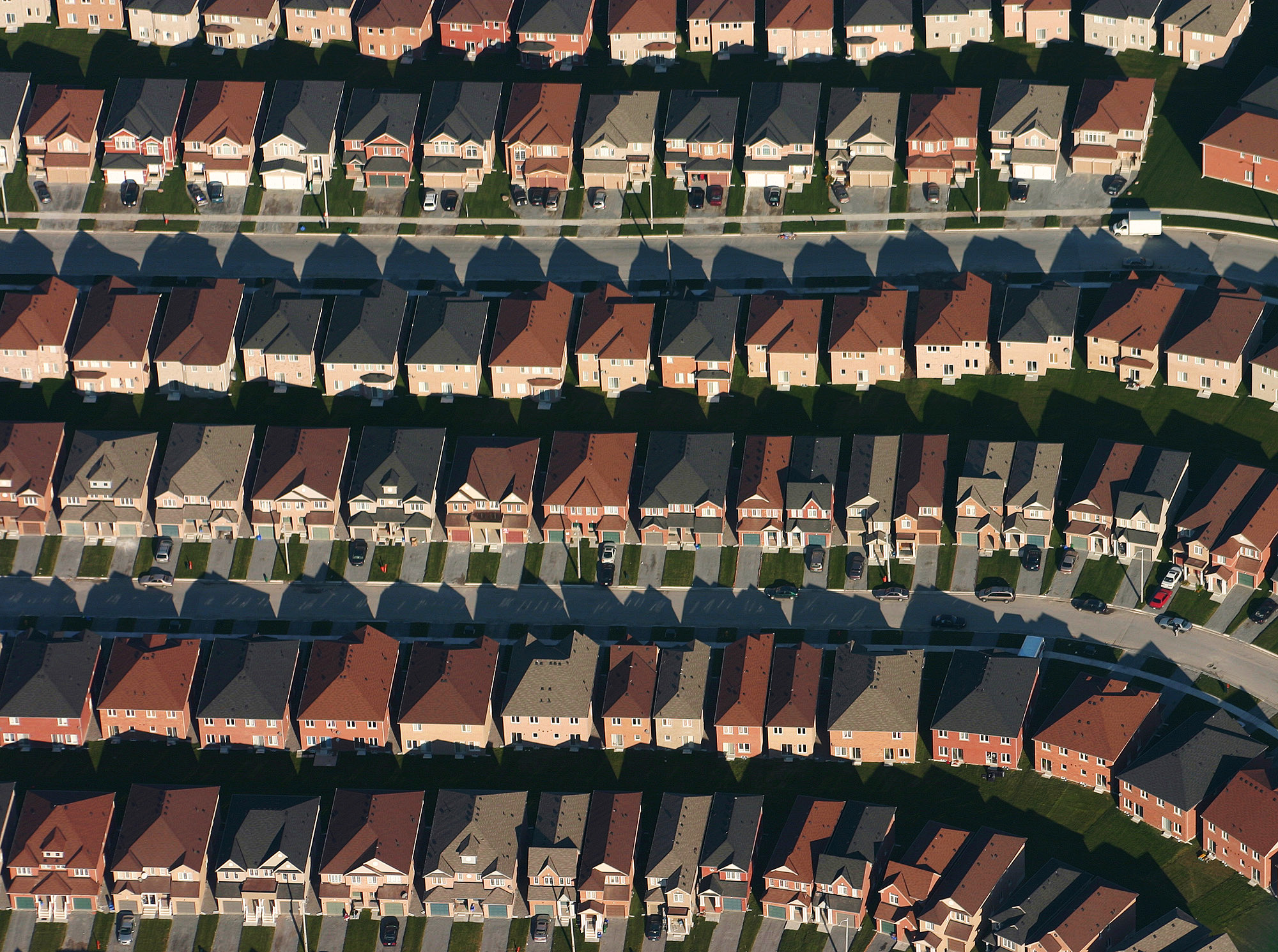
Lors d'une crise du logement, un déséquilibre entre offre et demande crée une démesure dans les prix des habitations.

L’expression crise du logement réfère communément à une pénurie de logements abordables doublée d’une explosion des prix du parc résidentiel, surtout locatif, résultant en une pression sur la demande en logements. D’autres facteurs concomitants sont souvent invoqués dans les discours politiques et médiatiques, tels que la hausse du coût de la vie, l’endettement des ménages, l’augmentation de la population et le solde migratoire. Toutefois, la financiarisation du marché de l’immobilier, la détention d’une part importante du parc locatif par des fonds d’investissement, le recours à la reprise de logement et aux hausses des loyers par les propriétaires, puis la conversion de logements en hébergement à court terme sont autant de facteurs qui, dans les deux dernières décennies, ont structurellement affecté l’offre de logements et tiré le prix des loyers vers le haut.

## Origines et causes de la crise du logement

### Zonage et réglementation restrictifs
Selon des études, un zonage trop restrictif - en limitant le nombre de zones où la construction est autorisée - fait grimper les prix des logements. Des études ont montré, par exemple, qu'un zonage restrictif peut rendre les maisons plus de 50 % plus chères que le coût réel de leur construction. Les codes de construction ont également été critiqués pour avoir exacerbé la crise du logement en augmentant le coût des nouveaux logements .
Parmi les pays développés, par exemple, les villes japonaises disposent de logements relativement abondants et abordables pour leur taille, ce que certains ont attribué au contrôle nationalisé du zonage  (en réduisant le pouvoir des gouvernements locales de bloquer les nouveaux projets de construction) et à l'octroi facile et rapide de permis de construire. En revanche, dans les pays où le NIMBY fait obstruction au développement du logement, les prix ont tendance à augmenter et les logements à se raréfier.

### Financiarisation du logement
Dans un contexte de crise du keynésianisme dans les années 1970 et de diffusion des préceptes néolibéraux anglo-saxons de déréglementation et de libéralisation des systèmes financiers au cours de la décennie suivante, un tournant structurel de l’économie mondial s’opéra par le développement de la finance mondiale. La levée des barrières sectorielles et nationales des marchés financiers donna lieu à un « processus d’internationalisation de l’industrie financière et à l’émergence d’un espace financier mondial où les systèmes monétaires et les marchés financiers nationaux sont en étroite interconnexion », en vertu de deux principaux fondements : la reproduction élargie de la liquidité financière et la massification des relations financières.
Dans ce contexte, où l’activité immobilière est plus que jamais intégrée aux exigences de valorisation financière, les immeubles tendent à ne plus être analysés sous l'angle patrimonial et social comme des biens ou actifs réels, mais plutôt comme des actifs financiers titrisés et négociés en bourses. Le marché de l'immobilier est effectivement devenu un terrain de spéculation prisé par les investisseurs institutionnels (banques d’investissement, fonds de pension, fonds souverains, fonds d’investissement, compagnies d’assurance, etc.) qui acquièrent de grandes quantités de biens immobiliers pour les rendements que génère l’augmentation de leur valeur actionnariale. Les dynamiques financières de prêts hypothécaires – où l’endettement représente des capitaux alimentant les circuits financiers – participent à faire de la propriété résidentielle un levier d’investissement et de spéculation, concourant à établir la valeur marchande des biens fonciers selon les pressions du marché, la rentabilité, le voisinage, etc. Cette dynamique contribue à accorder aux biens fonciers une valeur marchande si grande que son usage initial est rendu impossible ou hors de prix, tel un porte-valeur désincarné de sa fonction initiale et essentielle, celle de se loger.
La financiarisation des biens immobiliers crée ainsi une pression à la hausse sur les prix en surstimulant la construction et l’acquisition d’immeubles destinés aux segments les plus rentables du marché, tels que des tours de condominiums haut de gamme. Ultimement, les promoteurs immobiliers cherchent à transformer les terrains en bâtiments dont les caractéristiques correspondent à ce qui est perçu par les actionnaires et gérants d’actifs comme des produits de placements lucratifs. Ces gestionnaires commercialisent leurs activités de placements en proliférant les formes de crédits, comme c’est le cas avec la titrisation des prêts hypothécaires, emprunts risqués mieux connus sous le nom de subprimes.

## Manifestations régionales de la crise

### En Europe

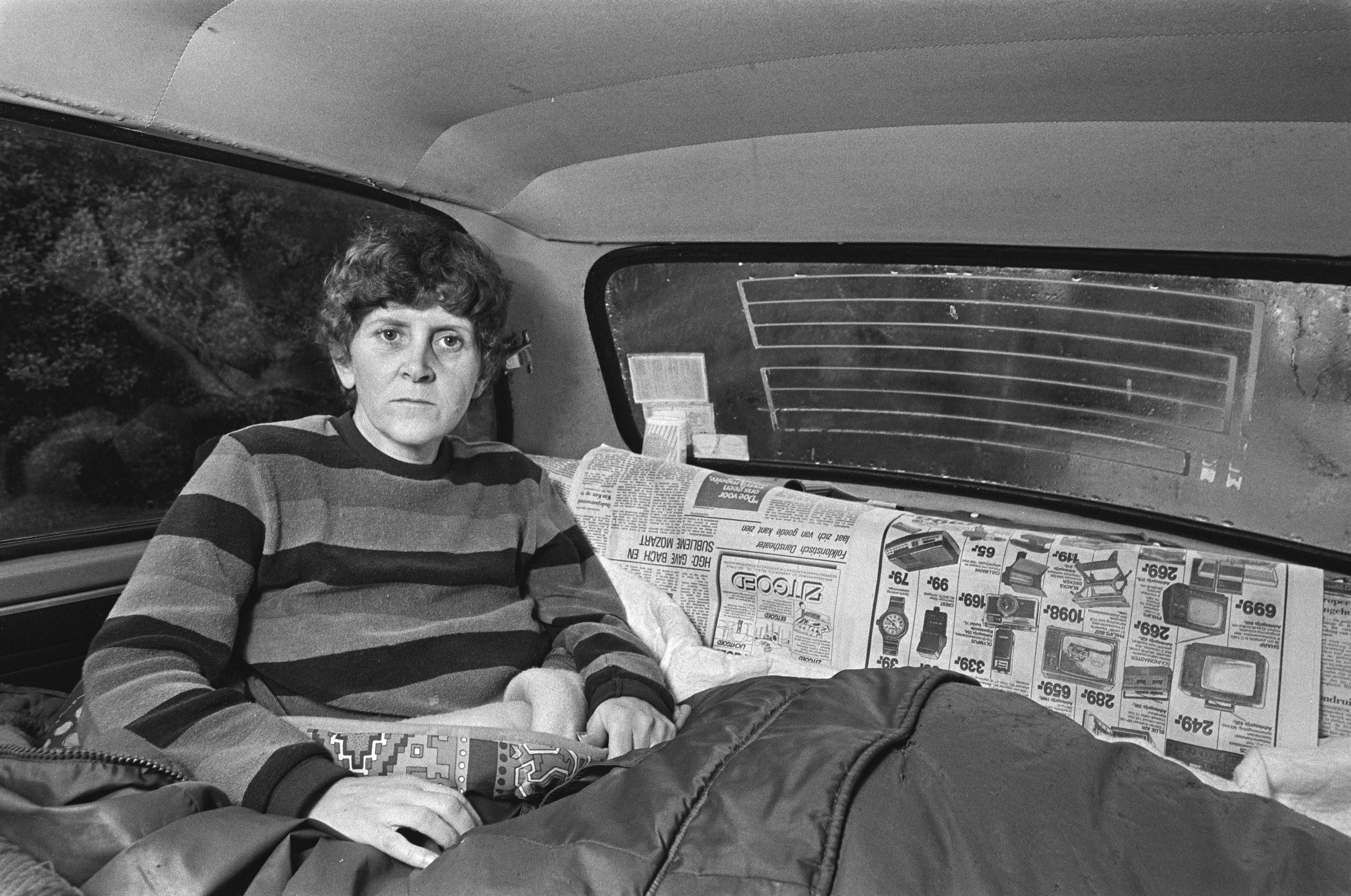
En 1982, aux Pays-Bas, à Ede, un homme de 38 ans vit depuis 3 ans dans sa voiture car il n'a pas eu le logement qu'il voulait. Photo : Marcel Antonisse/Anefo.

Le nombre de sans domicile n'est pas connu sur le continent, mais il existe des statistiques sur le mal-logement, qui éclairent la difficulté à se loger dans l'Union européenne. Selon le 4e rapport sur le mal-logement en Europe (2019) depuis le début de la crise de 2008 les pays de l'Ouest, du nord et du sud de l'Europe sont tous confrontés à une flambée des prix du logement. Seuls les pays de l'Est sont épargnés. Pour Laurent Ghekiere (Union sociale pour l'habitat auprès de l'Union européenne) « une crise du logement abordable dans toute l'Europe, née de la crise immobilière de 2008 et d'un phénomène de métropolisation. » Selon la Fondation Abbé Pierre et la Feantsa on observe partout — sauf dans les pays de l'Est — un dérapage incontrôlé du coût des dépenses liées au logement (loyer, eau, électricité, gaz…). 24,2 % des dépenses annuelles d'un ménage européen moyen sont consacrées au « logement et commodités associées ». C'est en Finlande que l'on dépense le plus pour le loyer ou pour remboursement les emprunts immobiliers (devant le Danemark, le Royaume-Uni et la France (26,2 %), mais si l'on calcule la quantité d'argent dépensée pour se loger par rapport au revenu disponible, ce sont les grecs qui passent en tête du classement avec plus de 40 % des revenus absorbés par les couts liés au logement. Un autre élément statistique est la différence entre les frais de logement dépensés par les ménages pauvres par rapport à la moyenne : En Grèce les foyers modestes consacrent plus de 70 % de leur revenu au logement, taux qui est 60 % au Danemark et de 47 % en Allemagne (alors que pour la moyenne de la population ces taux sont deux fois moins élevés). Ce taux est habituellement jugé excessif quand il dépasse 40 % (seuil dépassé par 38 % des ménages pauvres ce qui en 2017 concerne environ 23 millions de ménages en Europe (et le taux d'effort de la population grecque était en 2017 de 39,6 % ; en hausse de 150,6 % sur dix ans).
Dans la décennies de crise 2007-2017, en Europe « les incitations fiscales n'ont pas créé de logement abordable » ; partout (sauf dans les pays de l'Est) la dépense des ménages liées au logement a au contraire augmenté. Au sein de l'Union européenne, l'action publique pour le logement a diminué (tombant à 27,3 milliards d'euros pour le développement immobilier et à 73,7 milliards d'euros pour les aides au logement en 2017 selon Eurostat).

### En France
Les dépenses pour le logement y sont élevées, comme au Royaume-Uni. La construction (qui selon les économistes libéraux aurait dû augmenter avec la hausse des loyers) s'est néanmoins ralentie, alors même que l'habitat indigne est loin d'être résorbé (600 000 logements en 2017 selon la Fondation Abbé Pierre, et 420 000 selon l’État. Concernant l'habitat indigne, la situation est bien meilleure en France qu'en Roumanie, Hongrie ou Italie mais si le surpeuplement ou la privation de confort primaire y ont diminué de 2007 à 2017, inversement la précarité énergétique a augmenté de 6,5 %.
De plus les aides d’État sont surtout passées par la défiscalisation (qui de fait a plus profité aux propriétaires qu'aux locataires). En novembre 2018, la Banque mondiale a elle-même reconnue que les dispositifs d'incitation fiscale ont été « ineffectifs pour assurer le caractère abordable du logement pour ceux qui en ont le plus besoin ».

### Au Québec
Au Québec, la baisse de logement abordable sur le marché locatif est un élément de causation lié à la crise de logement. Il est admis que le marché du logement est en situation d’équilibre lorsque 3 % de l’inventaire des logements locatifs est en situation d’inoccupation. Lorsque le marché est à ce point d’équilibre, une majeure partie des locataires parviennent à louer leurs logements, et donc, dans la mesure de trouver un logement qui leur convient dans un délai raisonnable. Si ce taux est au-dessus de 3 %, un impact négatif est ressenti pour les propriétaires puisqu’ils doivent faire face à une concurrence plus importante afin de louer leurs logements. Si l’on se fie au principe économique, il y aura une baisse du prix des loyers dans une situation où la demande est inférieure à l’offre. À l’opposé, si ce taux est sous le taux d’équilibre, les locataires ont de la difficulté à rechercher un loyer qui leur convient dans un délai raisonnable. Cela aura pour effet de créer une pression à la hausse sur le prix des loyers.
Selon le recensement effectué par le Gouvernement du Canada par rapport au taux d’inoccupation des immeubles d’appartements de trois logements et plus, on peut noter qu’il y a une baisse du taux d’inoccupation, et donc, moins d’inventaires dans la province Québec. Dans les villes principales du Québec entre 2015 et 2019, on remarque aussi cette baisse :
- Montréal (4 % en 2015 ; 1,5 % en 2019) ;
- Ottawa-Gatineau, partie québécoise (5,9 % en 2015 ; 1,5 % en 2019) ;
- Québec (4 % en 2015 ; 2,4 % en 2019) ;
- Sherbrooke (5,8 % en 2015 ; 2,3 % en 2019).

De plus, en 2021, 34 % des ménages québécois étant locataires consacrent plus de 30 % de leurs revenus pour se loger. Il y a 14 % des foyers québécois en logement qui doivent dépenser 50 % de leur revenu pour payer leur loyer, ce qui correspond à la situation de près de 200 000 ménages locataires,.
En l’espace de seulement deux ans, le prix moyen demandé pour un quatre et demi sur le marché a augmenté de 28 %, pour s’établir à 1316 $ en 2022. Le prix moyen demandé sur le marché des logements à louer est maintenant près de 50 % plus élevé que le prix moyen des logements déjà loués, alors que cet écart était de 31 % en 2020.
Les données du Deuxième portrait sur l’itinérance au Québec, paru en septembre 2022, révèlent une augmentation de 7% du taux d'occupation des ressources d'hébergement d'urgence entre 2014 et 2022. D'après le Réseau d’aide aux personnes seules et itinérantes de Montréal (RAPSIM), la situation dans la métropole est plus que jamais inquiétante. Leurs organismes membres ont constaté une augmentation de 60% du nombre de nouvelles personnes fréquentant leurs services.

## Répercussions sociales et économiques

### Impact sur les inégalités sociales
La crise du logement compromet avant tout les conditions de vie des locataires les plus précaires socio-économiquement, contraints de vivre dans des logements ne répondant pas à leurs besoins, ou encore de couper dans d’autres dépenses essentielles, afin de payer leurs loyers. Selon un sondage de l’Observatoire des tout-petits réalisé en 2022, trois familles sur cinq seraient obligées de diminuer leur budget pour les activités, les vêtements ou même la nourriture de leurs enfants. Faute d'un logement abordable, plus de 30% des parents d'enfants âgés de 0 à 5 ans déclaraient vivre dans un logement qui n’est pas assez grand pour leur famille. L’instabilité résidentielle aurait également un impact sur le développement des enfants, « en compromettant leur santé physique et morale, leurs compétences sociales, leur maturité affective, leur développement cognitif et langagier, leurs habiletés de communication ou encore leurs connaissances générales. Le stress chronique vécu par les parents menacés d’éviction peut nuire à leur capacité à prendre soin de leurs enfants » et même augmenter les risques de tensions et d’abus familiaux. De fait, la Société canadienne pour la santé mentale démontre que les conditions de logement ont des impacts majeurs sur la santé physique et mentale et que la crise du logement est une source importante de stress et de problèmes de santé mentale. Le fait de vivre dans un logement insalubre ou trop cher peut engendrer du stress et augmenter le risque de développer des problèmes de santé. Nombre d’individus souffrant de troubles mentaux sont confrontés à des conditions d'existence et de logement précaires.
Aux conditions de mal-logement s’ajoutent l’augmentation du nombre de personnes qui se retrouvent à la rue, devant trouver refuge dans les ressources d’hébergement communautaires, dont les places sont limitées. Le cas des femmes en situation d’itinérance est alarmant selon le Regroupement des maisons pour femmes victimes de violence conjugale, qui évalue que trois quarts des femmes fréquentant des ressources d’hébergement éprouveraient de la difficulté à trouver un logement, faisant en sorte qu’elles prolongent leur séjour en maison d’hébergement, ou même qu’elles retournent auprès de leur conjoint violent, pour avoir un toit. La Fédération des maisons d’hébergement pour femmes, ainsi que cinq autres groupes communautaires d’hébergement non-mixte, ont dû refuser des milliers de demandes en 2020-2021, faute de places disponibles.
La perte ou l’accès à un logement peut mener l’individu à la séparation de sa communauté, mais peut également mener à une remise en question de soi et peut provoquer des troubles psychologiques. Selon l’OMS, « la santé est un état de complet bien-être physique, mental et social, et ne consiste pas seulement en une absence de maladie ou d'infirmité. » La perte du logement a des répercussions sur les relations familiales. Il est difficile de ne plus pouvoir correspondre aux attentes de son entourage et le sentiment de se sentir inutile aux autres peut prendre le dessus. Selon É. Philippot-Maldiney, "si auparavant les exclus étaient des clochards d’un certain âge, aujourd’hui il en est autrement. En effet, étudiants, travailleurs pauvres ou chômeurs, de plus en plus de personnes sont concernées par le mal logement". Il se développe alors un sentiment de honte, une perte du sens de la vie et/ou une perte d’estime de soi qui entraînent une souffrance psychique.

## Approches pour résoudre la crise
|                             | Régulation marchande du logement               | Régulation associative du logement                                        | Régulation étatique du logement         |
| --------------------------- | ---------------------------------------------- | ------------------------------------------------------------------------- | --------------------------------------- |
| Consommation                |                                                |                                                                           |                                         |
| Propriété                   | Individuelle                                   | Collective                                                                | Publique                                |
| Cible                       | Demande solvable                               | Mixité socio-économique, service aux usages                               | Universelle ou demande insolvable       |
| Évaluation                  | Rentabilité                                    | Milieu de vie                                                             | Accessibilité                           |
| Production                  |                                                |                                                                           |                                         |
| Offre et demande            | Autorégulée : offre et demande atomisées       | Définition de l'offre et de la demande par les producteurs et les usagers | Planification centralisée, choix public |
| Promoteurs                  | Promoteurs privés                              | Organismes communautaires locaux et régionaux                             | Bureaucraties publiques                 |
| Gouvernance                 |                                                |                                                                           |                                         |
| Principe                    | Ajustement par le prix                         | Réciprocité / prix / redistribution                                       | Redistribution                          |
| Pouvoirs et responsabilités | Intérêts divergents : propriétaire / locataire | Démocratie sociale et délibérative / partenariat                          | Autorité de l'agence publique / tutelle |

### Approche institutionnelle

#### Politiques publiques et régulations
Dans ce cadre la puissance publique se dote de moyens et d'une stratégie d'impulsions et d'organisation nécessaires pour parvenir à construire vite et massivement (comme durant les après-guerre, avec l'aide du plan Marshall notamment). Plusieurs solutions sont généralement envisagées :
- la construction de grands ensembles. C'est la politique retenue en France à partir de 1955 pour résoudre la crise du logement du lendemain de la Seconde Guerre mondiale. Elle est aussi massivement utilisée en Chine et dans plusieurs pays d'Asie ou en Europe orientale depuis 1991. Combinée à la construction de logements sociaux, cette politique est d'un usage délicat. Il est en effet nécessaire de l'éparpiller spatialement (ce qui n'a pas du tout été fait en France) et y doser une mixité sociale importante (classes populaires et classes moyennes, dans les mêmes bâtiments), pour éviter les mécanismes d'ostracisation étudiés par Loïc Wacquant[29]. Au contraire, comme le montre le sociologue, les grands ensembles ont été marqués à partir des années 1970 par un double mouvement : un retrait de la présence de l'État, important aux États-Unis et partiel en France, et par l'évolution du capitalisme (transformant le prolétariat en précariat). Ces deux phénomènes, presque concomitants ont fragilisé les populations habitant les grands ensembles ;
- la construction d'habitats denses et stéréotypés mais à hauteur modérée. Cette politique a été plus particulièrement choisie par les Pays-Bas, qui dispose d'un des parcs de logements sociaux les plus importants à l'échelle européenne. Elle se retrouve dans les centres-villes de Grande-Bretagne ;
- la construction de villes nouvelles, en tentant de développer ainsi des agglomérations multipolaires, tant du point de vue de l'emploi que du logement. En France, c'est Paul Delouvrier qui dans les années 1960 impulse la planification, puis la construction de villes nouvelles. La Chine, confrontée à un très fort exode rural a construit 246 villes nouvelles entre 1990 et 2008. Le Maroc tente également de suivre la même voie pour résoudre sa forte crise du logement[30] ;
- dans les pays anglo-saxons, l'État a soutenu le développement de constructions individuelles, par exemple par les Housing Act de 1924 (Royaume-Uni) ou 1934 (États-Unis). Des banlieues pavillonnaires ont ainsi été développées depuis l'entre-deux-guerres. Les coûts sociaux (faiblesse des économies d'échelle en matière de transport et de service public par exemple)[31], les coûts induits par les pertes (plus on s'éloigne du générateur et étend un réseau électrique, plus les pertes sont importantes[32], plus une ville s'étend et plus sa consommation énergétique est importante[33], etc.) et cachés (destruction accrue de biens publics environnementaux tels que terres arables, zones naturelles ou zones inondables[34], polarisation des zones urbaines (facteur de hausse du chômage et de criminalité) de cette politique d'étalement urbain en font une des plus critiquées à ce jour.
- Dans le cadre de la crise du logement qui touche l’Europe en 2024, la Commission européenne a identifié la rénovation énergétique comme un levier essentiel. La modernisation du bâti existant vise à améliorer l’efficacité énergétique et la qualité de l’habitat, tout en réduisant les coûts énergétiques pour les ménages à faibles revenus. Des approches intégrées à l’échelle des quartiers, comme le programme KfW 432 en Allemagne, montrent que les rénovations contribuent à la réduction des logements vacants et à la création de logements abordables. Ainsi, la Commission se dote en 2025 d’une stratégie pour un logement abordable en Europe, élaborée par le Commissaire européen en charge de l’énergie et du logement, Dan Jorgensen.  La directive européenne sur la performance énergétique des bâtiments (2024) encourage la massification de la rénovation énergétique, notamment par l’obligation de créer des guichets uniques destinés à accompagner les propriétaires dans la planification, le financement et la mise en œuvre des travaux[35].

### Approches libérales
Les économistes libéraux insistent généralement sur les freins mis par l'État à l'accroissement de l'offre de logement et défendent donc une politique visant à les réduire. Ainsi, selon l'Institut économique de Montréal « Si la crise se poursuit, c'est parce que les gouvernements n'ont toujours pas enclenché les réformes nécessaires pour permettre au marché privé du logement de répondre à la demande accrue des consommateurs. »

#### Déréglementer
La règlementation publique joue un rôle important. Temporairement l'évolution des normes de l'habitat peut avoir un effet sur le nombre de biens disponibles (interdiction de louer en dessous d'une certaine surface par exemple) ou sur leur prix (obligation de présence d'un certain nombre d'équipements, interdiction de matériau ou modes de construction…).
Certains analystes jugent qu'une protection réglementaire « excessive » des locataires peut parfois défavoriser les plus faibles. L'économiste Étienne Wasmer affirme ainsi qu'en France : « un locataire et un propriétaire signant un bail s'engagent par un contrat lequel définit droits et obligations. Or, le non-respect des droits par l'une ou l'autre des parties est une difficulté transactionnelle majeure. Et en la matière, ce serait faire preuve d'angélisme que de faire porter le poids des dysfonctionnements du marché locatif sur les propriétaires », il pose l'hypothèse qu'une plus grande liberté contractuelle entre les agents pourrait résorber les « crises du logement ».

#### Supprimer le contrôle des loyers
Selon certains économistes libéraux [Qui ?], le contrôle des loyers est le premier facteur de crise. Ils argumentent que le principe d'un marché est de fonctionner par référence aux prix, dont la hausse réduit la demande et augmente l'offre (construction nouvelle, transformation en logement de surface dont la destination était autre, offre d'une chambre ou d'une annexe dans un logement qu'on occupe pour dégager un revenu…). Pour eux, toute règlementation conduisant à la baisse du prix satisfait certes les gens logés, mais surtout elle augmente la demande et réduit l'offre pour les entrants sur le marché, conduisant à terme à une pénurie.
Les économistes Milton Friedman et George Stigler par exemple ont attaqué le contrôle des loyers : en se fondant sur la comparaison entre la résolution d'une crise du logement par le mécanisme des prix libres et par le contrôle des prix, ils écrivent que la libre fluctuation des prix est la solution la plus efficace pour offrir à tous un logement décent. Ce système a pour eux l'avantage de la simplicité, de la clarté et surtout de l'efficacité, en particulier car « les loyers élevés agissent comme un fort stimulant en faveur de nouvelles constructions ». Inversement dans un système de loyers contrôlés, les « amis du pouvoir » en profiteraient, le contrôle des loyers n'étant in fine pour eux qu'un « rationnement par la chance et le favoritisme ». En outre les constructeurs n'ont plus intérêt à investir si les prix sont bloqués, et donc la pénurie de logements risque d'être amplifiée par le contrôle des loyers. Selon Henry Hazlitt : « [À cause du contrôle des loyers], on ne construit pas de nouveaux logements, parce qu'il n'y a plus de bonnes raisons de les construire. »
L'économiste péruvien Hernando de Soto applique cette même analyse au marché immobilier des pays en développement.

#### L'exemple de l'assurance-prêt hypothécaire de la SDHL
Le gouvernement du Canada confie à la Société d’hypothèques et de logement (SCHL) la mise en œuvre de ses politiques d’accession à la propriété, surtout par l’assurance-prêt hypothécaire, qui élargit l’accessibilité des hypothèques à des ménages moins nantis, sans toutefois se substituer aux institutions financières privées. Dans le cadre de sa lutte au déficit dans les années 1990, l’État canadien s’était retiré complètement du financement du logement social, afin que la SCHL se consacre au soutien de l’accession à la propriété privée en réduisant sa dépendance à l’égard du financement public.
La popularité des produits hypothécaires de la SCHL est en grande partie attribuable à son virage néolibéral, qui a pris essentiellement deux formes : la création de programmes de titrisation hypothécaire et la réorientation de sa mission en faveur d’une commercialisation de ses activités d’assurance. Avec la création du programme des obligations hypothécaires du Canada s’est popularisé le système de la titrisation, produit financier par lequel une banque peut regrouper des prêts hypothécaires accordés à différents ménages, les revendre sous la forme de titres financiers à des investisseurs et ainsi récupérer immédiatement l’argent qu’elle aurait pris plusieurs années à récolter, pour le réinvestir tout de suite dans le marché de l’immobilier.
Cette technique, entièrement garantie par le fédéral, a permis d’accroître l’investissement dans le marché de l’immobilier par un afflux important de capitaux issus de l'endettement. De fait, ce modèle de développement immobilier promu par la SCHL repose sur un endettement croissant des ménages et une dépendance plus grande des pouvoirs publics à l’égard de la finance privée, alimentée par ses produits financiers, comme le souligne le rapport de 2022 de la Commission canadienne des droits de la personnes au sujet de la financiarisation du logement au Canada. « L’accent mis par l’État sur les solutions de politique monétaire en cas de crise a consolidé le pouvoir de la finance, tout comme la déréglementation des placements des fonds de pension publics dans les années 1990. »

### Propositions de think tank
- Parmi ses multiples articles au sujet de la crise du logement, l’Institut de recherches et d’informations socioéconomiques (IRIS) suggère plusieurs mesures politiques pour remédier structurellement à la hausse de la valeur foncière, mais également des mesures plus immédiates pour freiner l’érosion du parc de logements locatifs en réhabilitant des leviers municipaux, sans attendre des changements législatifs provinciaux. Afin de modifier durablement la composition des quartiers et de doter la Ville d’outils de planification urbaine, l’IRIS propose de créer des réserves de bâtiments pour des fins publiques d’habitation, de rendre conditionnel l’octroi de permis à la sauvegarde du logement locatif à coût abordable, puis d’instaurer un nouveau type de zonage pour préserver la tenure locative du cadre bâti[41].
- La fondation française de gauche réformiste Terra Nova propose par exemple que l'État incite les propriétaires privés à offrir des logements à des conditions favorables aux moins favorisés en prenant à sa charge le différentiel entre loyer du marché et loyer social[42].
- L'Institut Montaigne, de tendance libérale modérée, propose une solution analogue, en y ajoutant une plus grande mobilité des occupants du parc de logements sociaux[43]. D'une manière générale, l'idée libérale est qu'il peut exister des locataires sociaux, mais certainement pas des logements sociaux, qui ne sont en réalité que des logements à la discrétion de la puissance publique, mal alloués (à des gens qui n'en ont pas, ou plus, besoin), source de corruption, et proposés à des prix tellement avantageux que leur offre est par définition inférieure à la demande, donc source de crise.

### La subdivision de logements
Parfois associé au développement des phénomènes d'habitats groupés et de colocation (à Londres notamment), c'est un mode de production d'habitat (parfois « alternatif », encouragé par les contextes de crise du logement et c'est devenu en Europe et dans de nombreuses capitales (Beyrouth par exemple) un phénomène très courant depuis les années 1990,,. Elle contribue à la densification urbaine, et au phénomène de ville reconstruite sur elle-même, mais pas toujours dans de bonnes conditions pour la population.
Il a été montré que la subdivision de logements existants (généralement unifamiliaux) est très souvent source d’habitat indigne et insalubre, notamment car les réseaux d’eau, gaz, électricité, les écoles, les capacités de parking et de transport, ou systèmes de collecte et gestion des déchets n’ont pas été dimensionnés pour répondre aux besoins de cette nouvelle population,. En France, la subdivision fut, par exemple, fortement augmentée en Seine-Saint-Denis et dans la métropole lilloise de 2000 à 2017, surtout dans les zones de forte demande en logements, à population modeste et où les logements sociaux font défaut, là où de nombreux logements individuels anciens sont présents à des prix permettant une bonne rentabilité. Dans le même pays, la loi ALUR a mis en place un « permis de diviser » et un « permis de louer », qui devraient limiter les risques de dérive (type marchands de sommeil). En outre les conditions de déclaration de mise en location de logement et d'autorisation préalable de mise en location de logement ont ainsi été précisés par deux arrêtés, dans le journal officiel de mars 2017.

### Approche associative

#### Initiatives citoyennes et logement social
Le logement social ou communautaire, regroupant les organismes à but non lucratif (OBNL) d’habitation, les coopératives d’habitation et les habitations à loyer modique (HLM), se présente comme un secteur d'innovation sociale et économique, permettant aux résident.es, généralement précarisé.es, de prendre en charge leurs conditions de vie. ll incarne un moyen pour les ménages à plus faibles revenus de se regrouper afin de prendre collectivement et démocratiquement en charge la gestion de leur habitat. L’habitation communautaire a ainsi la particularité de favoriser le pouvoir d’agir des citoyens sur leurs conditions de logement, à partir de principes solidaires et horizontaux. Alors que la coop implique une prise de décision collective par ses membres pour la gestion à court et long terme, l'OBNL procède de manière davantage centralisée dans ses décisions de gestion.

#### Exemple: registre des loyers au Québec
L’habitation communautaire comme innovation sociale a pris son essor dans les années 1970 à la faveur de besoins en matière de logement, d’initiatives de la société civile et de nouvelles politiques publiques d’habitation. Elle se situent « au sein d’un ensemble plus large de projets d’économie sociale ayant eu cours dans la même période, soit de la fin des années 1960 aux années 2000, et qui participent à une critique – et à une crise – du modèle fordiste-providentialiste tout en proposant une nouvelle modalité de gouvernance et de régulation des services sociaux d’intérêt général ». On vise à transformer les rapports de production et de consommation en vue d’une plus grande démocratisation économique et sociale, à travers un processus qui se caractérise entre autres par la coopération entre une diversité d’acteurs, par l’échange et la création de connaissances et d’expertises et par la participation des utilisateurs. Présentement, ce sont surtout des entreprises immobilières d’économie sociales (telles que Corporation Mainbourg, Interloge, Société d’habitation populaire de l’Est de Montréal SHAPEM, Groupe UTILE, le Fonds Plancher) qui doivent acquérir des immeubles pour les sortir du marché spéculatif et en préserver l’accessibilité.
L’émergence du mouvement de l’habitation communautaire au Québec résulte de la rencontre entre des besoins en logements et des aspirations de vivre autrement, mais également d’une nouvelle manière de penser l’intervention publique. De fait, le gouvernement s’est tourné vers les secteurs coopératif sans but lucratif et vers les municipalités pour livrer et gérer des ensembles d’habitation sociale. L’une des particularités de l’économie sociale est de questionner l’exclusivité marchande dans le développement économique et la centralité de l’acteur étatique dans le développement social. La forme de régulation associative du logement introduit une conception de l’habitat comme espace de création et de maintien du lien social, par et pour les parties prenantes, dépassant ainsi la conception de l’habitation comme un bien marchand ou public.
Le programme AccèsLogis Québec (ACL), délaissé par le gouvernement de François Legault, avait été mis en œuvre au moment où le gouvernement fédéral s’était désengagé du logement social. Selon sa description officielle, le programme ACL cherchait à « favoriser le regroupement des ressources publiques, communautaires et privées, afin de réaliser des logements communautaires et abordables pour des ménages à revenu faible ou modeste et pour des personnes ayant des besoins particuliers en habitation. [...] Le programme permet à des offices d’habitation, à des coopératives d’habitation, à des organismes sans but lucratif ainsi qu’à des sociétés acheteuses sans but lucratif de créer et d’offrir en location des logements de qualité et abordables ».
En coopération avec d’autres acteurs du secteur public et du secteur privé (institutions financières), le tiers secteur a participé à la co-construction du programme, qui s’est déployée grâce à leur proximité avec la SHQ et à l’existence et au mode de gouvernance du Fonds québécois d’habitation communautaire. Le choix inscrit dans les arrangements institutionnels de réconcilier le rôle régulateur de l’État québécois avec l’ancrage des projets dans les territoires locaux fait partie des facteurs ayant contribué aux succès du programme et de sa capacité d’innover. La « construction conjointe des politiques publiques [...] favorisée par la reconnaissance des acteurs professionnels du secteur de l’économie sociale, notamment les GRT et les professionnels des fédérations, a favorisé la connexion des politiques avec les réalités vécues sur le terrain ».
D’après le rapport de la Commission canadienne des droits de la personne de 2022 pour le bureau du défenseur fédéral du logement, « la déréglementation des contrôles des loyers et des protections des locataires a été au cœur de la montée de la financiarisation du logement locatif. Le renforcement du contrôle des loyers et de la protection des locataires est un élément important pour lutter contre les effets négatifs de cette tendance. De telles mesures n’élimineraient pas les possibilités de profit qui ont donné le coup d’envoi à ce phénomène, mais elles permettraient de se prémunir contre les effets négatifs sur les locataires en les protégeant des prix abusifs, des difficultés économiques et des déplacements. »
Dans cette optique, le rapport propose plusieurs mesures que pourrait entreprendre le pallier fédéral, telles que l’établissement d’un contrôle de l’inoccupation des logements, l’élimination des augmentations de loyer supérieures à la ligne directrice et le renforcement des protections des locataires vis-à-vis des expulsions et des rénovictions. La mise en branle d’un registre des baux, contraignant les propriétaires à diffuser les prix de location des baux précédents, permet de réguler les hausses de loyer et de donner aux locataires accès aux informations utiles pour faire valoir leurs droits. Un tel registre informe également les municipalités des fluctuations de prix dans certains secteurs affectés par l’embourgeoisement et les locations à court-terme, de sorte à adopter des mesures ciblées dans une perspective de planification du développement urbain.